# Raionul Murovani Kurîlivți, Vinnița
Murovani Kurîlivți (în ucraineană Мурованокуриловецький район, transliterat: Murovanokurîlovețkîi raion) este un raion în regiunea Vinnița, Ucraina. Reședința sa este așezarea de tip urban Murovani Kurîlivți.

## Demografie
Componența lingvistică a raionului Murovani Kurîlivți
     Ucraineană (98,76%)
     Rusă (1,05%)
     Alte limbi (0,13%)
Conform recensământului din 2001, majoritatea populației raionului Murovani Kurîlivți era vorbitoare de ucraineană (98,76%), existând în minoritate și vorbitori de rusă (1,05%).